# یابلونوو (شهرستان کوروچانسکی، استان بلگورود)
یابلونوو (انگلیسی: Yablonovo, Korochansky District, Belgorod Oblast) یک شهرک در بخش کوروچانسکی استان بلگورود کشور روسیه است.